# William Henry Smyth
William Henry Smyth, FRS, angleški admiral in astronom, * 21. januar 1788, Westminster, London, Anglija, † 8. september 1865, Stone, Buckinghamshire, Anglija
Smyth je bil predsednik Kraljeve geografske družbe. Od junija 1826 je bil član Kraljeve družbe.
Po njem se imenuje Lunino morje Smythovo morje (Mare Smythii).